# Johann Nepomuk von Alpenburg
Johann Nepomuk von Alpenburg, oft auch Johann Nepomuk Mahl-Schedl von Alpenburg (* 27. Oktober 1806 in Grünburg; † 1. April 1873 in Innsbruck), war ein österreichischer Autor und Mäzen.

## Leben
Er wurde als Johann Nepomuk Simon Thaddäus Schedl als Sohn eines Gastwirtes geboren. Er arbeitete zunächst im heimischen Betrieb und später als Zahlkellner, Buchhalter und dann auch Geschäftsführer bei seinem Onkel mütterlicherseits in Innsbruck. Dieser nahm ihn 1826, da selbst kinderlos, als Sohn an und er erhielt den Nachnamen Mahl-Schedel. Durch zwei Heiraten (1832 mit der Tochter des Schlossherrn von Büchsenhausen, Aloisia von Lama, die nach der Geburt des ersten Kindes starb, und 1841 mit der Tochter des Generals Wenzel Freiherr von Eliatschek-Siebenburg, Emilie, mit der er acht Kinder hatte) gelang ihm ein gesellschaftlicher und finanzieller Aufstieg.
Auf seinem Schloss Büchsenhausen veranstaltete er einen wöchentlichen Literaturkreis, dessen Mitglieder sich „Nibelungen“ nannten. Er selbst verfasste lyrische und epische Beiträge. 1848 rüstete er auf eigene Kosten eine Schützenkompanie aus und kämpfte als Hauptmann bei Pieve di Bono im Trentino. Dafür wurde er am 9. Juli 1851 in den Ritterstand erhoben und durfte den Namen „von Alpenburg“ (so bezeichnete er sein Schloss) benutzen. Neben der Gründung des Radetzky-Vereins für invalide Kaiserjäger (später entstand unter seiner Federführung dann die Sammlung Radetzky-Album), spendete er 1853 seinem Heimatort eine Badeanstalt und gründete 1856 den ersten Arbeiter-Unterstützungsverein.
Nach dem Verkauf seines Besitzes 1865 begleitete er eine Gruppe Auswanderer aus Sankt Nikolaus nach Peru und siedelte zusammen mit ihnen in Pozuzo. Sieben Jahre später kehrte er zurück und verstarb in Innsbruck. Begraben ist er im städtischen Hauptfriedhof in der Gruft Nr. 140.

## Werke (Auswahl)
- Die Alpenzither, auch Die Alpenzither aus Tirol, Gedichte, Innsbruck 1853
- Märzveilchen, auch  Märzenveilchen, Innsbruck 1855
- Mythen und Sagen Tirols, Zürich 1857 (online)
- Deutsche Alpensagen, Wien 1861